# SN 1992bm
SN 1992bm – supernowa typu II odkryta 25 listopada 1992 roku w galaktyce A073318+5028. W momencie odkrycia miała maksymalną jasność 18,00m.